# برزووا (ناحیه کارلووی واری)
برزووا (به چکی: Březová) یک منطقهٔ مسکونی در جمهوری چک است که در ناحیه کارلووی واری واقع شده‌است. برزووا ۲٫۰۸ کیلومتر مربع مساحت و ۵۶۹ نفر جمعیت دارد و ۴۲۰ متر بالاتر از سطح دریا واقع شده‌است.